# Утгарда-Локі

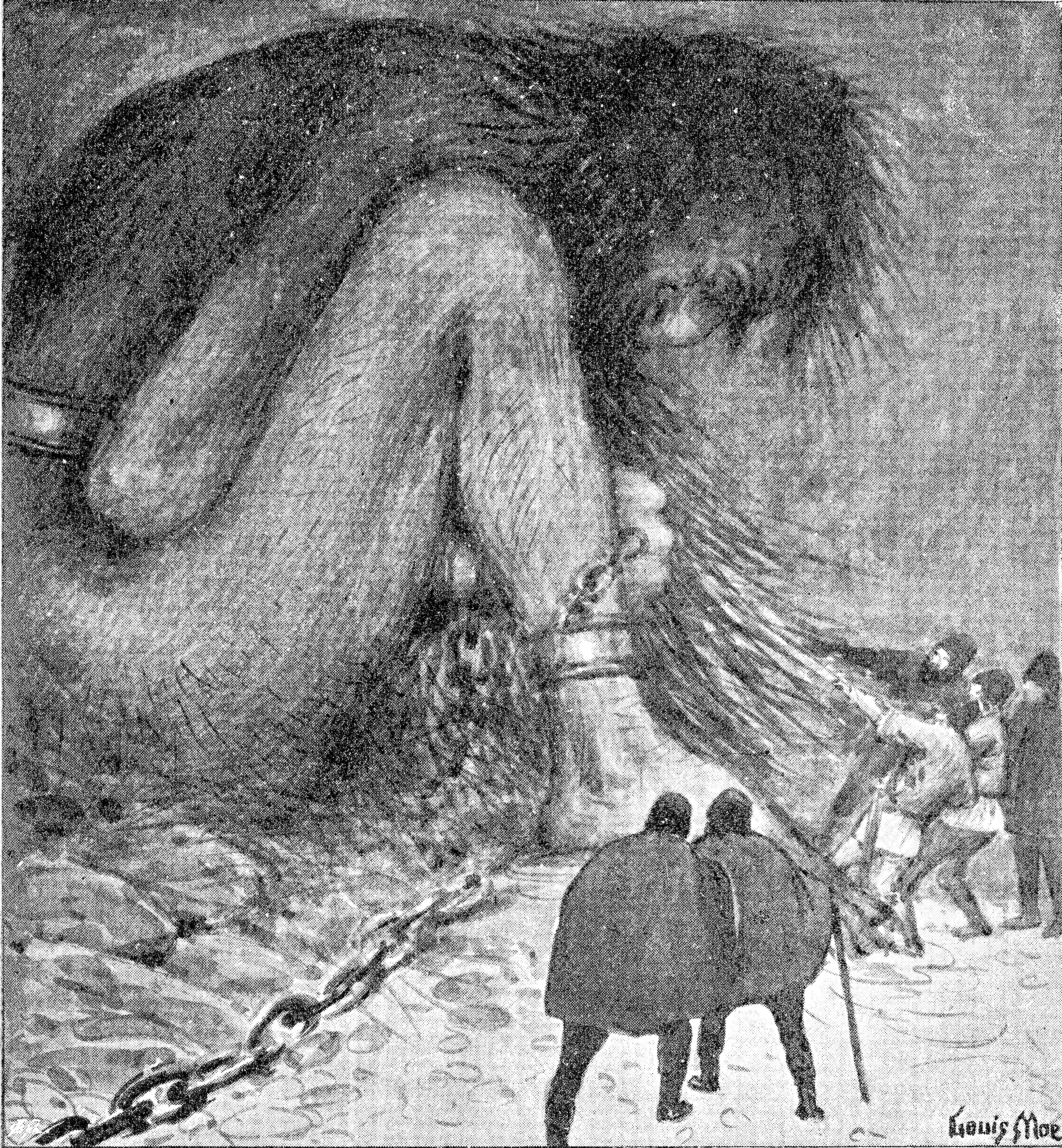
Велетень Утгарда-Локі, прикутий ланцюгами в печері. Ілюстрація Луї Мо. Видання Saxo Grammaticus 1898 року (Діяння данів).

Утгарда-Локі (Útgarða-Loki) — велетень-йотун із скандинавських міфів, є володарем замку Утгард в Йотунгеймі. Його ім'я означає «Локі з Утгарду», на відміну від аса Локі.
Згідно з Молодшою Еддою, Тор під час своїх подорожей відвідував Утгард разом з Тьяльві та Локі, де вони взяли участь в декількох організованих Утгарда-Локі змаганнях. Всі вони були оманними. Локі змагався в обжерливості з вогнем, а Тьяльві в швидкості з думкою Утгарда-Локі. Тор боровся зі старою Еллі, яка виявилася Старістю. Крім того, Тор намагався підняти Йормунганда, якого Утгарда-Локі зачаклував, аби змій виглядав як великий кіт, а також намагався випити з рогу, який іншим кінцем ішов у море.

## Діяння данів
Згідно з хронікою «Діяння данів» («Gesta Danorum»), експедиція в землі велетнів зустріла одного з них на ім'я Утгартілокус (Utgarthilocus). Його було викликано, аби підняти шторм проти ворогів.
| Ex qua item atrum obscenumque conclave visentibus aperitur. Intra quod Utgarthilocus manus pedesque immensis catenarum molibus oneratus aspicitur, cuius olentes pili tam magnitudine quam rigore corneas aequaverant hastas. Quorum unum Thorkillus, adnitentibus sociis, mento patientis excussum, quo promptior fides suis haberetur operibus, asservavit; statimque tanta foetoris vis ad circumstantes manavit, ut nisi repressis amiculo naribus respirare nequirent. | Звідси гості можуть бачити темну, відразливого виду камеру, в глибині якої сидить Утгартілокус. Його руки та ноги сковано величезного розміру ланцюгами. Сильний сморід майже збивав з ніг тих, хто насмілювався підійти. Волосся його жахливо пахне й має вигляд та міцність сходів дерну. Торкіллус з друзями висмикнув з бороди цієї нерухомої фігури один з волосків та зберіг його як доказ своїх звитяг. |

Змальований Сноррі Стурлусоном Утгарда-Локі нагадує нам про Локі не лише своїм ім'ям, але й долею — Локі так само лежить в своїй печері, закутий у ланцюги.